# Uniform m/1860

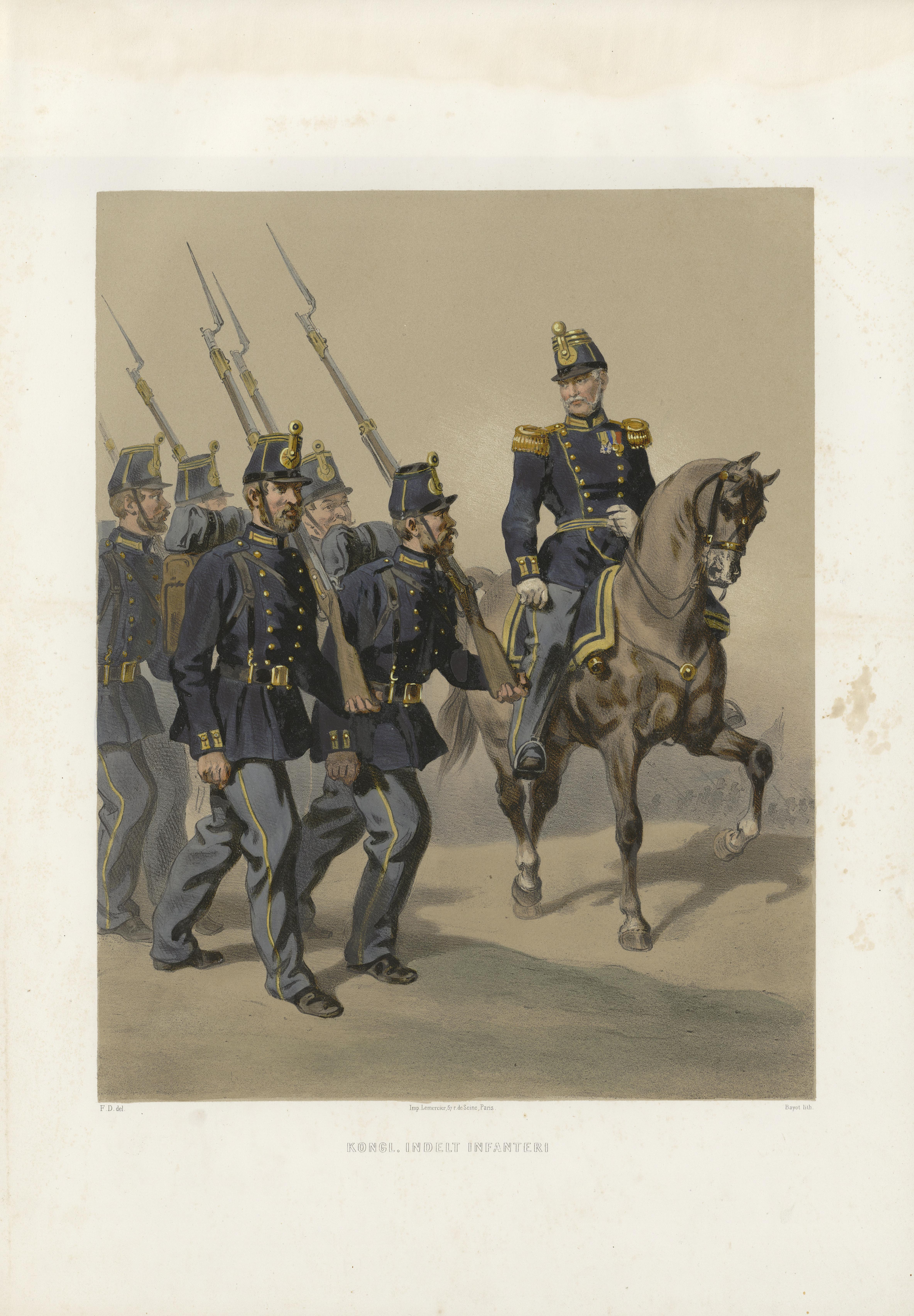
Uniform m/1860 för indelta infanteriet. Litografi efter original av Fritz von Dardel.

Uniform m/1860 är en uniformsmodell som var i bruk inom den svenska Kungliga armén under 1800-talets andra hälft. Uniformen är att av de uniformssystem som brukar hänföras till samlingsbeteckningen modell äldre.

## Utseende
Uniform m/1860 bestod av en mörkblå vapenrock med två knapprader. Krage och ärmuppslag var prydda med avlånga gula knapphål. Knapphålen var i redgarnsband för manskapet och guldgalon för officerare. Axelklaffarna var också mörkblå och visade regementets nummer i arabiska siffror. Denna detalj kunde dock skilja sig beroende på förband. Långbyxorna m/1860 var av ljusare kläde än vapenrocken och var försedda med gula passpoaler. Kappa m/1860 var i samma ljusblå färg som byxorna. Vid hårdare väder användes kapott m/1854 som hade grå färg. På huvudet bars käppi m/1858 vid manövrar och Lägermössa m/1860 till släpmunderingen.

## Användning
Uniform m/1860 bars av samtliga infanteriregementen utom av Svea- och Göta livgarden, Första- och Andra livgrenadjärregementena samt Värmlands fältjägarregemente.

## Förteckning över persedlar
- Lägermössa m/1860
- Käppi m/1858
- Vapenrock m/1860
- Långbyxor m/1860
- Kappa m/1860
- Kapott m/1854
- Patronväska m/1848
- Ränsel m/1858
- Skärp m/1860
- Epåletter m/1860
- Skor m/1856

## Galleri

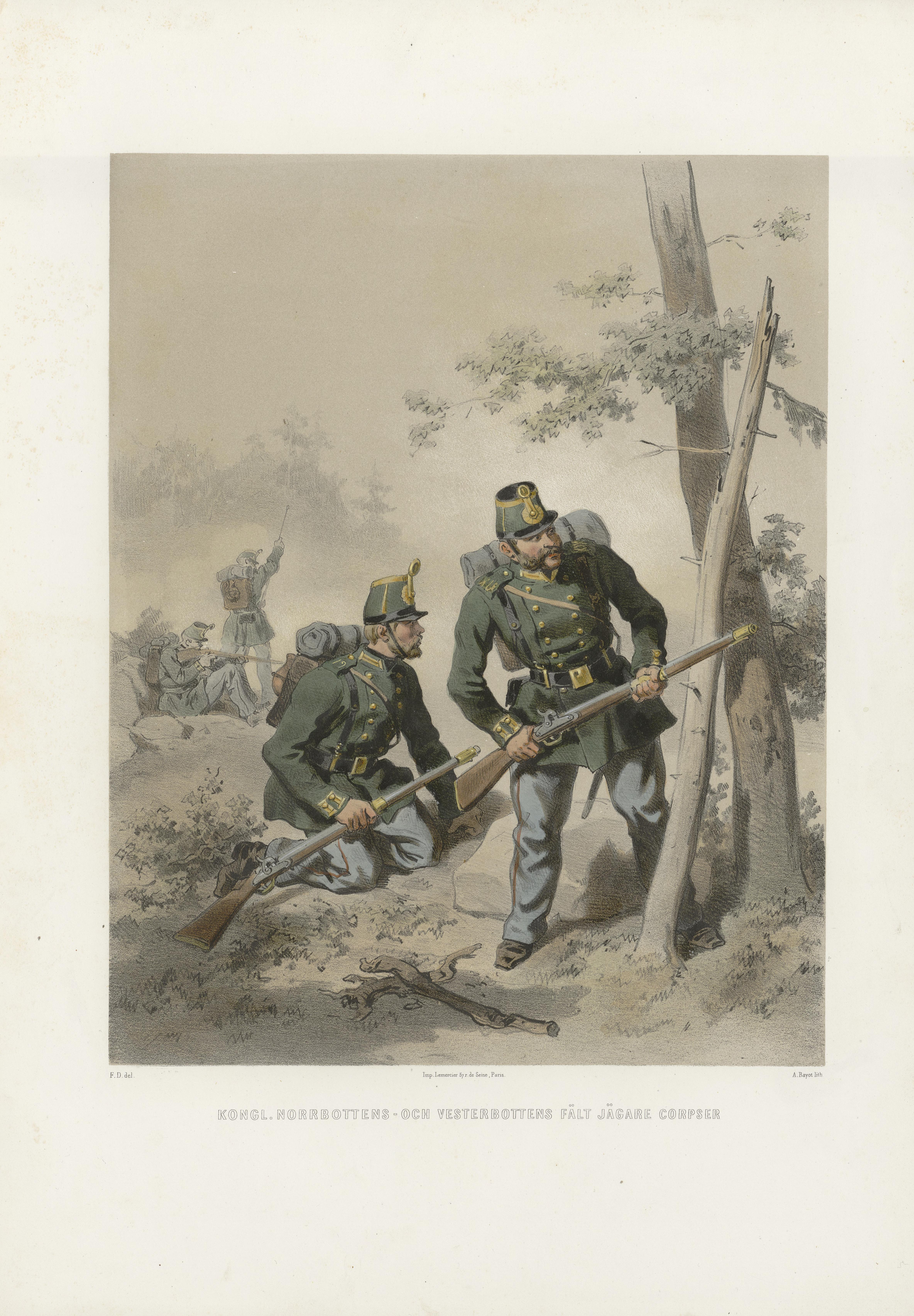
Uniform m/1860 för Norr- och Västerbottens fältjägarkårer.
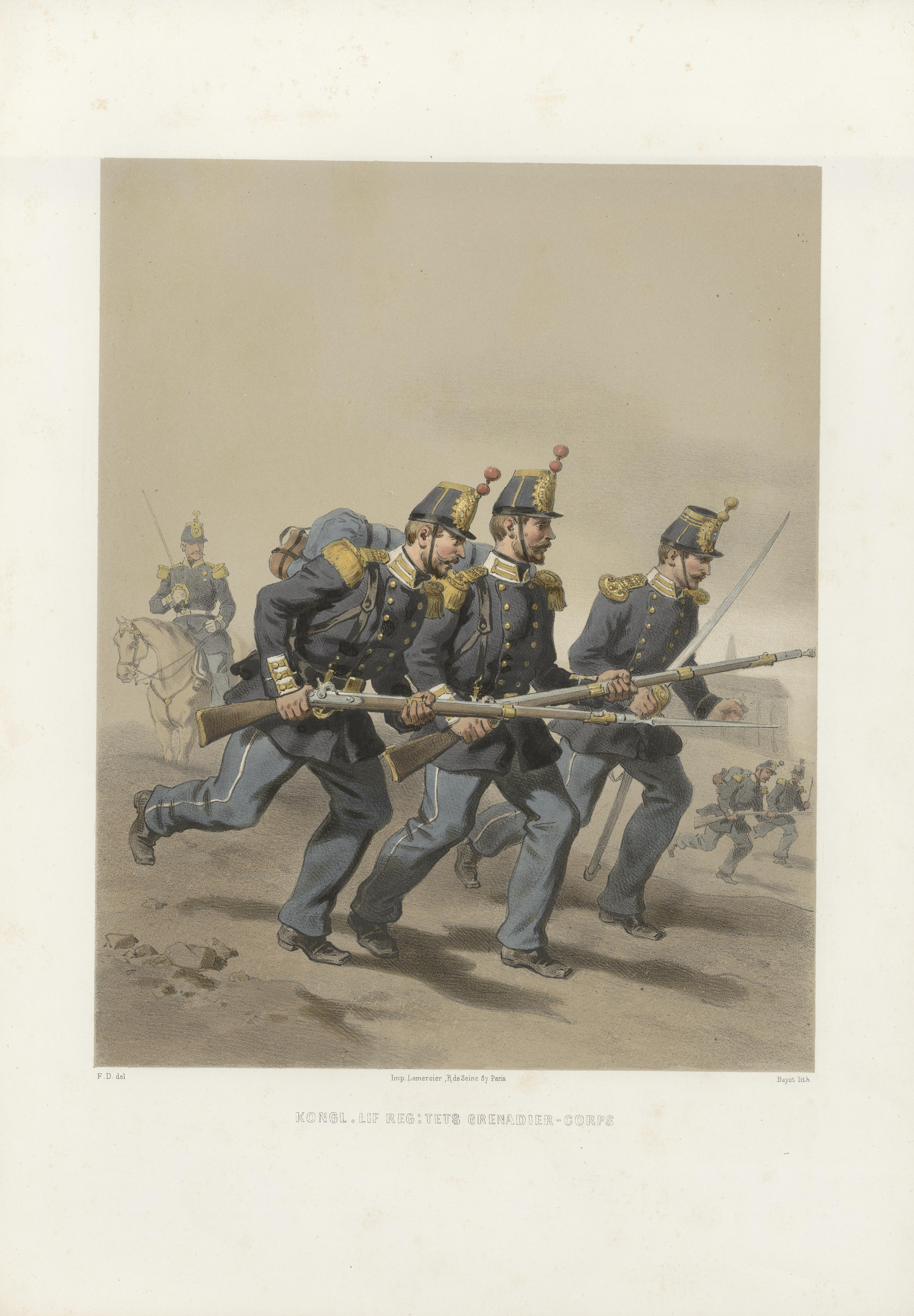
Uniform m/1860 för Livregementets grenadjärer.
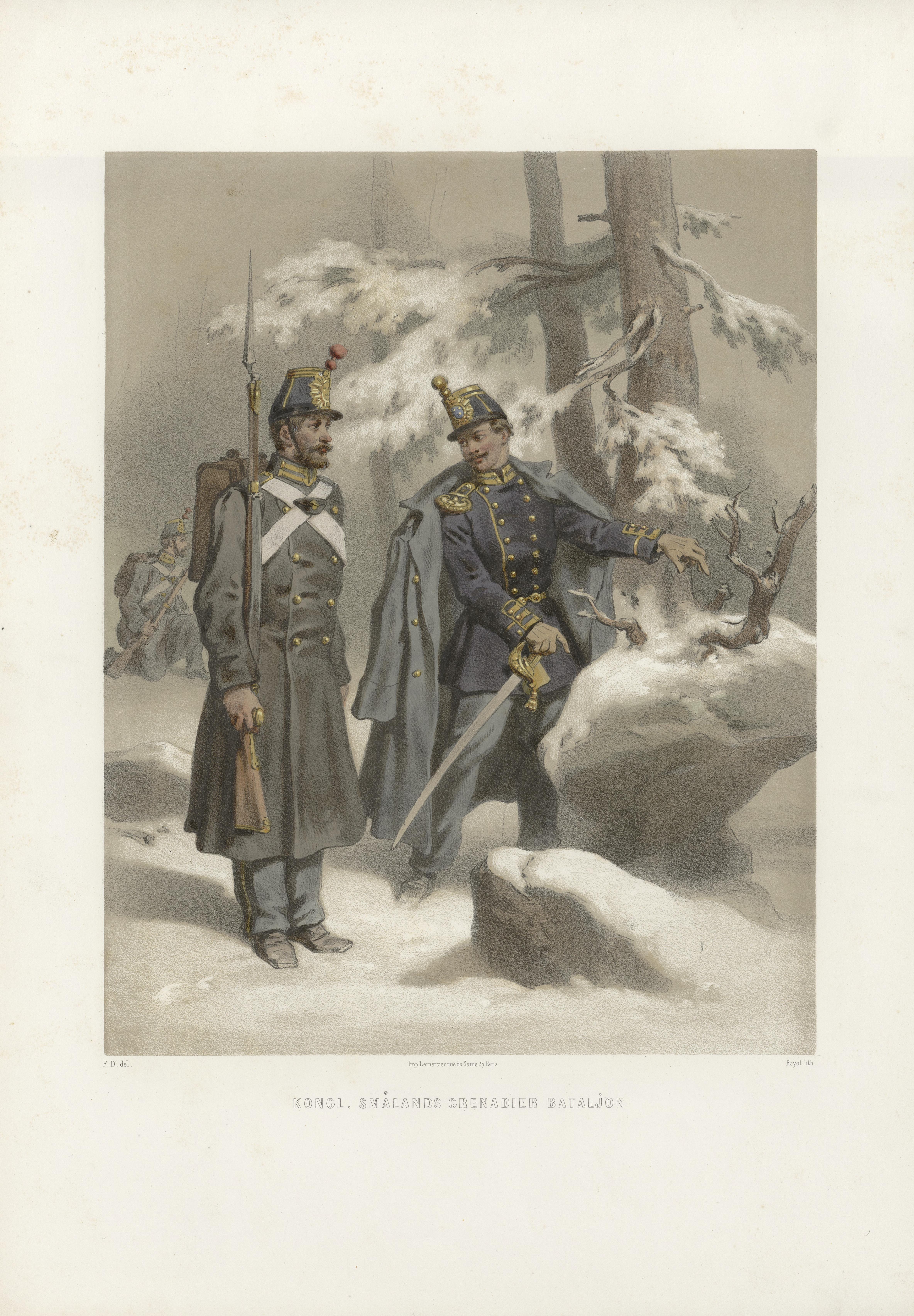
Uniform m/1860 för Smålands grenadjärkår.
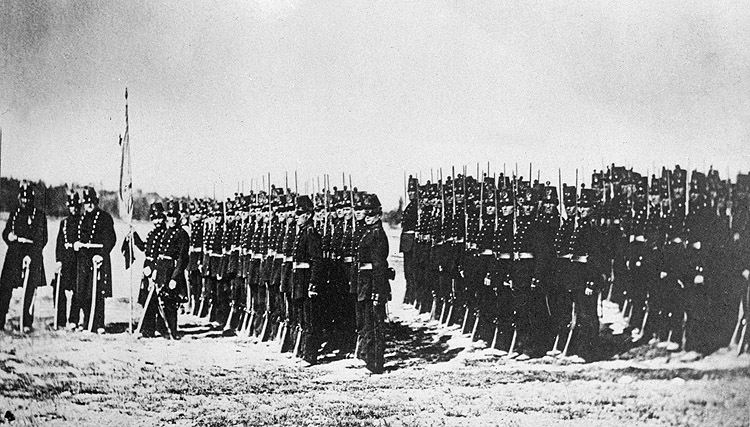
Skellefteå kompani vid Västerbottens infanteriregemente avfotograferat på 1860-talet. Samtliga officerare och soldater på bilden är klädda i uniform m/1860.

### Webbkällor
- ”Uniform m/1860”. Tjelvar.se. Arkiverad från originalet. https://web.archive.org/web/20180209063314/http://www.tjelvar.se/varia/uniformer/1860.htm. Läst 11 juli 2022.
- Högman, Hans (21 juni 2022). ”Uniformer vid den svenska armén - 1800-tal”. Hhogman.se. http://www.hhogman.se/uniformer_armen_18_infanteriet2.htm. Läst 11 juli 2022.